# Елкхорн (Небраска)
Елкхорн (енгл. Elkhorn) град је у америчкој савезној држави Небраска.

## Демографија
По попису из 2000. године број становника је 6.062.
| Група             | 2000.         | 2010.    |
| Белци             | 5.923 (97,7%) | 0 (0,0%) |
| Афроамериканци    | 8 (0,1%)      | 0 (0,0%) |
| Азијати           | 20 (0,3%)     | 0 (0,0%) |
| Хиспаноамериканци | 77 (1,3%)     | 0 (0,0%) |
| Укупно            | 6.062         | 0        |